# Chicoasén
Chicoasén est une municipalité du Chiapas, au Mexique. Elle couvre une superficie de 82 km2 et compte 5 000 habitants en 2015.